# Blue Hills (îles Turques-et-Caïques)
Pour l’article homonyme, voir Blue Hills.
Les Blue Hills sont des collines des Îles Turques-et-Caïques, le point culminant du territoire. Elles se situent à une altitude de 49 mètres sur l'île de Providenciales.